# Retorno a Hansala
Pour plus de détails, voir Fiche technique et Distribution.
Retorno a Hansala est un film espagnol réalisé par Chus Gutiérrez, sorti en 2008.

## Synopsis
Une femme perd son frère qui tente d'immigrer illégalement.

## Fiche technique
- Titre : Retorno a Hansala
- Réalisation : Chus Gutiérrez
- Scénario : Chus Gutiérrez et Juan Carlos Rubio
- Musique : Tao Gutiérrez
- Photographie : Kiko de la Rica
- Montage : Fernando Pardo
- Production : Chus Gutiérrez, Antonio P. Pérez et Carlos Santurio
- Société de production : Maestranza Films et Muac Films
- Pays :  Espagne
- Genre : Drame
- Durée : 95 minutes
- Dates de sortie : 
  -  Canada : 10 septembre 2008 (Festival international du film de Toront
  -  Espagne : 27 mars 2009

## Distribution
- Farah Hamed : Leila
- José Luis García-Pérez : Martín
- Adam Bounnouacha : Said
- Antonio de la Torre : Antonio
- Cuca Escribano : Carmen
- Antonio Dechent : Manolo
- César Vea : Cirilo
- Miguel Alcíbar : Pepe
- Sebastián Haro : Jesús
- María del Águila : Lola
- Alba Gutiérrez : Clara

## Distinctions
Le film a été nommé pour trois prix Goya.